# Вельґе (Ґолюбсько-Добжинський повіт)
Вельґе (пол. Wielgie) — село в Польщі, у гміні Збуйно Ґолюбсько-Добжинського повіту Куявсько-Поморського воєводства.
Населення — 385 осіб (2011).
У 1975-1998 роках село належало до Влоцлавського воєводства.

## Демографія
Демографічна структура станом на 31 березня 2011 року:
|          | Загалом | Допрацездатний вік | Працездатний вік | Постпрацездатний вік |
| -------- | ------- | ------------------ | ---------------- | -------------------- |
| Чоловіки | 190     | 42                 | 127              | 21                   |
| Жінки    | 195     | 47                 | 105              | 43                   |
| Разом    | 385     | 89                 | 232              | 64                   |